# 3642 Фріден
3642 Фріден (3642 Frieden) — астероїд головного поясу, відкритий 4 грудня 1953 року.
Тіссеранів параметр щодо Юпітера — 3,286.